# Эхеверия Шавиана
Эхеверия Шавиана или Эхеверия Кудрявая (лат. Echeveria shaviana) — вид суккулентных растений рода Эхеверия (Echeveria) семейства Толстянковые (Crassulaceae), произрастающий в Северо-Восточной части Мексики. Этот вид отличается широкими серебристыми листьями с эффектными волнистыми краями, приобретающими на солнце розовые оттенки. Популярное комнатное растение.

## Название
Родовое латинское название Echeveria дано в честь мексиканского художника и натуралиста Атана́сио Эчеверри́я-и-Годо́й (исп. Atanasio Echeverría y Godoy, ок. 1771—1803), иллюстрировавшего книги по ботанике и в частности «Флору Мексики». Русскоязычное название Эхеверия является транслитерацией латинского.
Латинский видовой эпитет shaviana был дан в честь Ботанического сада Миссури который также называют Садом Шоу (англ. Shaw's Garden) основаный филантропом Генри Шоу. Русскоязычное название Шавиана также является транслитерацией латинского. На просторах интернета растение можно встретить под неофициальным названием — Эхеверия Шо.

## Описание
Растение имеет короткий стебель и плотную розетку, а также тонкие листья с волнистыми краями. В середине лета выпускает 2–3 высоких цветоноса, на верхушках которых поочередно распускается несколько десятков оранжево-розовых цветков. В период покоя большая часть кроны опадает.

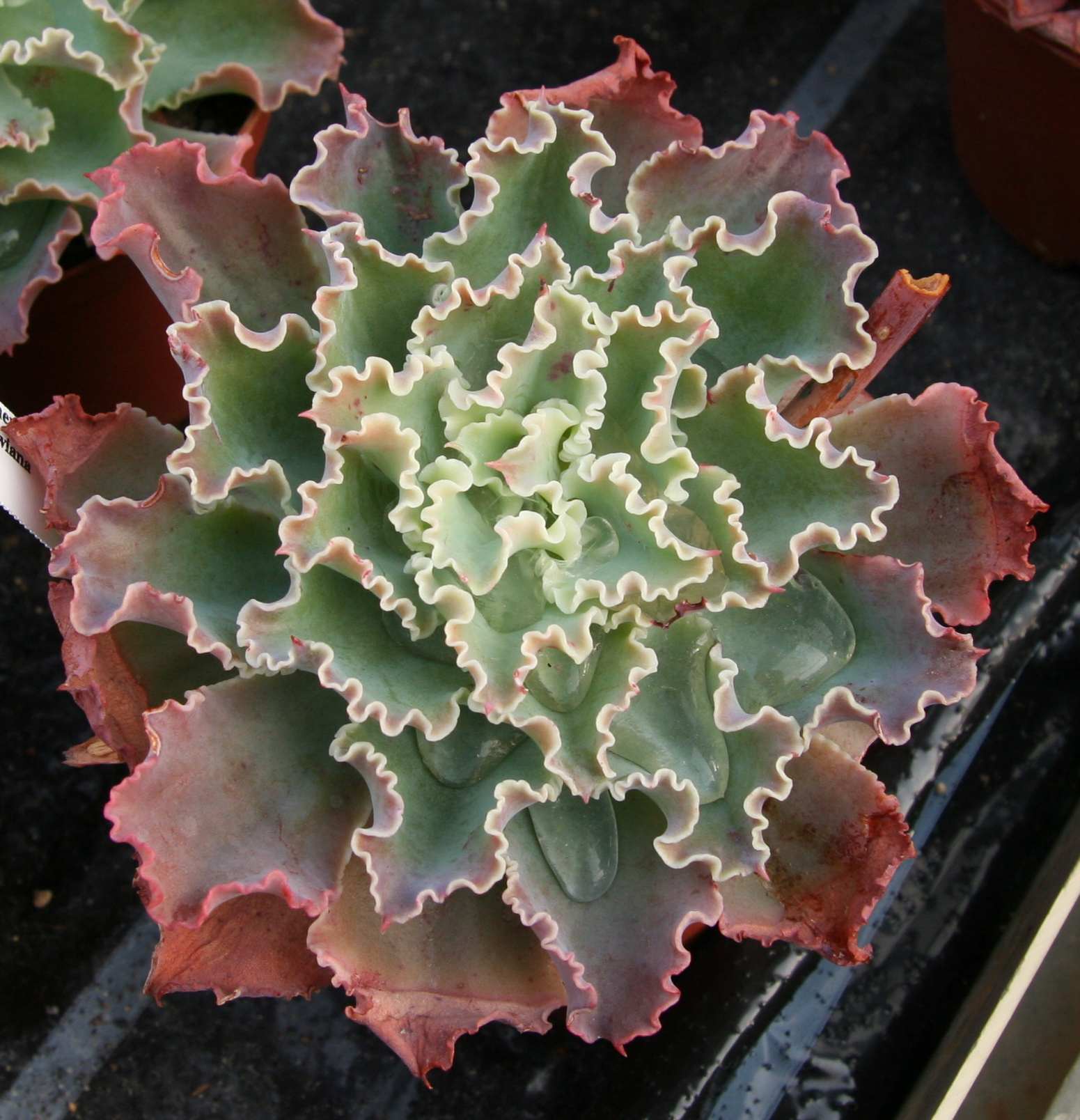
Розетка
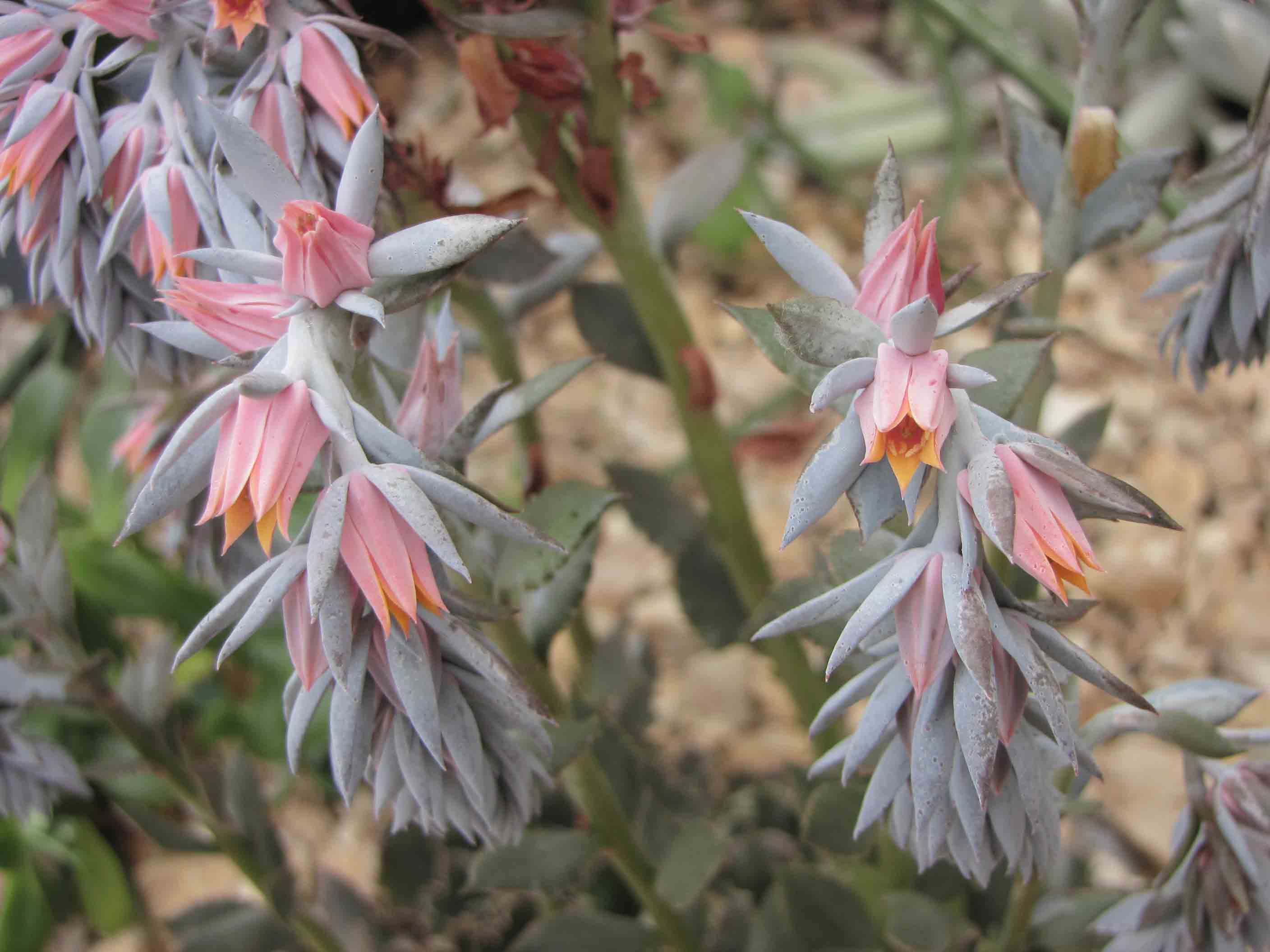
Соцветие

## Распространение
Произрастает в Северо-Восточной части Мексики. Растет в основном в биоме пустыни или кустарниковой степи.

## Таксономия
Echeveria shaviana E.Walther, первое упоминание в Echeveria: 270 (1972).